# Symfonische etude
Symfonische etude is een compositie van Hendrik Andriessen. Etude staat voor oefening, maar zoals vaker wijkt Andriessen af van het normale begrip. Het is geen oefening voor een symfonie, want daar had hij er al drie van geschreven, een vierde was op komst. Het is geen oefening voor musici, want de muziek is niet virtuoos. Andriessen schreef een oefening voor hem zelf. Hij deed namelijk niet mee aan de wilde stromingen binnen de klassieke muziek van de 20e eeuw, maar was er wel in geïnteresseerd. Met deze etude waagde Andriessen zich in de dodecafonie. Maar net als de naam van het werk, is het werk niet in de strikte vorm van de dodecafonie geschreven. Het is een soort thema en variaties geworden, waarbij de hoofdlijnen worden aangegeven door de hobo, direct in de opening. Vervolgens komen de vier variaties met onder meer de omkering.
De muziek binnen de twaalftoonstechniek wil nog weleens moeilijk beluisterbaar zijn, dat is hier niet het geval, de muziek blijft melodieus. De eerste uitvoering werd gegeven door het Residentie Orkest onder leiding van Willem van Otterloo. Het werk is later door Martin Koekelkoren gearrangeerd voor harmonieorkest

## Delen
1. Quasi adagio
2. Allegro con spirito
3. Adagio
4. Allegro vivace

## Orkestratie
- 1 piccolo, 2 dwarsfluiten, 2 hobo’s, 2 klarineten, 2 fagotten
- 4 hoorns, 3 trompetten, 3 trombones, 1 tuba
- pauken, triangel, vrijhangend bekken, 1 harp
- violen, altviolen, celli, contrabassen

## Discografie
- Uitgave Et'cetera: Radio Philharmonisch Orkest o.l.v. Jean Fournet in een opname van 17 november 1962